# Касаб, Аджмал
Мохаммед Аджмал Амир Касаб (англ. Mohammed Ajmal Amir Kasab; 13 июля 1987, Пенджаб — 21 ноября 2012, Пуна, Махараштра) — пакистанский террорист. Член Лашкаре-Тайба. Единственный из десяти террористов, взятый живым после нападения на Мумбаи.

## Биография
Родился 13 июля 1987 года в деревне Фаридкот, провинции Пенджаб, в семье владельца небольшой закусочной Амира Шахбана Касаба и его жены Нуры Лахи. У Касаба были ещё два брата и две сестры. В школе Касаб обучался английскому языку. Самостоятельно учил xинди. В 2005 году Аджмал поехал в Лахор, где разнорабочим был его старший брат Афзал. Однако через несколько месяцев жизни с братом он решил вернуться домой, что и сделал. Но вскоре отец отказался давать ему деньги на личные расходы, так как Аджмал не хотел помогать ему на работе в закусочной. В итоге в конце 2005 года между ними произошла серьёзная ссора и Касаб покинул дом родителей. С этого времени Аджмал Касаб вместе со своим другом Музафаром Ханом начали свой преступный путь в городе Лахоре, в течение полутора лет перейдя от мелких краж до нескольких вооружённых ограблений..
21 декабря 2007 года Касаб и Хан задумали совершить крупное ограбление, но для этого им необходимо было достать стрелковое оружие. В ходе поисков подходящих продавцов оба познакомились с членами Лашкаре-Тайба, раздававшими пропагандистские листовки. Прочтя листовки, они решили посетить одну из встреч с новобранцами, которые устраивали в Лашкаре-Тайба. Вскоре после её посещения Аджамал и Музафар присоединились к организации.

### Подготовка
Как новичок организации Аджамал был направлен на тренировочную базу террористов, расположенную в горах Музаффарабада в Кашмире, Пакистан. Кроме него обучение проходили ещё 25 человек. Курс подготовки включал в себя:
- Психологический тренинг, "воспитание ненависти" (новобранцам показывали фотографии и видеоматериалы, изображающие последствия боевых действий в Чечне, Афганистане и Индии).
- Основы рукопашного боя и маскировки.
- Основы сборки самодельных взрывных устройств, стрельбы из стрелкового оружия, метания гранат, выживания в экстремальных условиях, выживания и психологической устойчивости во время ведения боевых действий и боя.
- Основы диверсионной деятельности, ориентирования на местности и так далее.

Инструкторами в лагере были бывшие солдаты и офицеры пакистанской армии, некоторые из них принимали участие в каргильской войне.
Из 26 человек прошедших обучение в лагере для предстоящей атаки были выбраны 10 лучших, в том числе и Аджмал Касаб.
Все они прошли дополнительный курс подготовки, включающий в себя плавание, уроки хинди, уроки длительного выживания (до нескольких дней) в условиях осады, основы ведения оборонительных боёв в помещениях.
Для проведения террористического акта все 10 террористов были снабжены автоматами Калашникова с улучшенными магазинами на 35 и 40 патронов, бронежилетами, гранатами, недельным запасом еды и воды, деньгами.
Ни один из террористов не должен был выжить после атаки. После их смерти лидеры террористов пообещали выплатить их семьям по 150 000 рупий.
В конце мая 2008 года Аджмал Касаб появился в родной деревне, где попрощался с матерью и отцом, а также попросил их благословения.

## Атака на Мумбаи
26 ноября 2008 года 21-летний Аджмал Касаб вместе с 25-летним Абу Дера Измаил Ханом принимал участие в расстреле на железнодорожном вокзале во время нападения на Мумбаи.
Расстреляв толпу на вокзале, они взяли в заложники двух выживших констеблей и, прикрываясь ими, открыли шквальный огонь по подъезжающему полицейскому автомобилю, в котором ехали Хамант Каркаре, Виджай Саласкар и Ашок Камт. У полицейских на троих был лишь один старый револьвер Webley и винтовка времен Второй мировой войны «Ли-Энфилд». В ходе непродолжительной перестрелки все трое стражей порядка были убиты. Касаб и Хан вместе с заложниками сели в их автомобиль и поехали в сторону кинотеатра «Метро», в котором предпочитали собираться западные туристы.
В дороге у одного из заложников зазвонил мобильный, и тогда Касаб застрелил его. Затем террористы обстреляли собравшихся у входа в кинотеатр людей, но ни в кого не попали. Они угнали серебристую «Škoda Octavia» и поехали в сторону знаменитого мумбайского пляжа Чаупати. Полиция, уже знавшая о начале террористических атак, перекрыла все дороги в городе блокпостами. Через 50 минут после первых выстрелов в 22:30 по местному времени Хан и Касаб наткнулись на полицейский блокпост недалеко от пляжа. Остановившись в 30 метрах от блокпоста, они попытались резко развернуться, но сотрудники полиции открыли по автомобилю огонь на поражение. В завязавшейся перестрелке Хан был убит попаданием в голову, а Аджмал был ранен по касательной в шею и колено и притворился мёртвым.
Инспектор полиции Тукарам Омбле, вооружённый лишь полицейской дубинкой, пошёл проверить тела.  Когда он приблизился к Касабу, тот резко привстал и произвел пять выстрелов из своего автомата в верхнюю часть туловища и голову полицейского. В последние секунды своей жизни раненый Омбле успел перехватить ствол автомата Касаба, и это позволило его коллегам захватить раненого террориста живым. Инспектор скончался от полученных ранений, когда его несли в машину скорой помощи.
Полицейские освободили второго заложника, всё это время находившегося на заднем сидении автомобиля, и арестовали Касаба. Он был доставлен в больницу в тяжёлом состоянии. По словам врачей, по дороге он постоянно повторял, что не хочет и боится умирать. Через несколько дней состоялся его первый допрос, на котором Касаб сначала заявил, что очень хочет умереть, затем назвал всю группу террористов, также участвовавших в нападении, название организации, осуществившей террористический акт, и заявил, что никто из участников не должен был выжить. Также он попросил обезопасить своих родных в Пакистане, так как испугался, что раз он сдался живым, террористы могут убить всю его семью.

### Суд и казнь
С 11 декабря 2008 по 25 февраля 2009 года Аджмалу Касабу были поочерёдно предъявлены обвинения по статьям  «Терроризм», «Ведение боевых действий против Индии», «Незаконное пересечение индийской границы», убийство полицейских и гражданских лиц.
Первое судебное слушание дела состоялось 17 апреля 2009 года.
6 мая 2009 года Касаб не признал себя виновным ни по одному из 86 пунктов, предъявленных ему обвинений. Однако выжившие свидетели и сохранившиеся видеозаписи с камер наблюдения доказали его причастность.
2 июня 2009 года Касаб потребовал переводить все слова судьи и адвоката на пушту, так как плохо понимал хинди.
Однако 20 июля он признал себя виновным по всем предъявленным ему пунктам обвинения, но 18 декабря 2009 года вновь отказался от признания, заявляя, что его под пытками заставили подписать какие-то документы в полицейском участке, «а сам он лишь прогуливался тем вечером по пляжу и дышал свежим воздухом».
3 мая 2010 года 22-летний Аджмал Касаб был признан виновным по всем предъявленным ему пунктам обвинения и приговорён к смертной казни через повешение. В тот же день он написал прошение о пересмотре дела, но 6 мая 2010 года суд отклонил его прошение и оставил приговор без изменений.
После всего Касаб начал подавать жалобы и прошения во всевозможные инстанции и симулировать невменяемость.
Повторный суд 21 февраля 2011 года оставил приговор без изменений.
Тогда 30 июля 2011 года Касаб написал прошение о рассмотрении его дела Верховным судом Индии, который 29 августа 2012 года в третий раз признал Аджмала Касаба виновным по всем 86 пунктам обвинения и приговорил к смертной казни.
Тогда террорист написал прошение о помиловании на имя президента Индии Пранаба Мукерджи, который 5 ноября 2012 года отказал ему в помиловании.
12 ноября 2012 года начальник тюрьмы сообщил Касабу об отклонении его прошения о помиловании, ему предложили написать завещание и расписаться в уведомлении о дате казни.
В ночь с 18 на 19 ноября 2012 года он был тайно перевезён в тюрьму города Пуна, к месту казни. В этот же день в Пакистане о дате его казни проинформировали родителей Касаба, передав им его последнее письмо и завещание. По словам перевозивших его к месту казни надзирателей, Касаб в последние дни своей жизни был абсолютно спокоен и смирился с предстоящей казнью. Последние три дня своей жизни Касаб содержался в одиночной камере. Палачу назвали имя преступника менее чем за час до казни.
21 ноября 2012 года в 7:30 по местному времени 25-летний Аджмал Касаб был повешен в тюрьме города Пуна. Перед казнью ему разрешили встретиться с муллой и прочитать молитву.
Тело Касаба было похоронено на тюремном кладбище с соблюдением всех мусульманских обрядов.